# Państwowy Uniwersytet Mongolski
Państwowy Uniwersytet Mongolski (mong. Монгол Улсын Их Сургууль, Mongol Ulsyn Ich Surguul) – najstarszy uniwersytet w Mongolii, założony w 1942 w Ułan Batorze.
30 listopada 2008 tytuł doktora honoris causa uczelni otrzymał Prezydent Rzeczypospolitej Polskiej, Lech Kaczyński. W 2023 roku ten sam tytuł otrzymał Prezydent Andrzej Duda.